# Grupo Russell
El Russell Group es un grupo de universidades británicas líderes en investigación, establecido en 1994 para representar sus intereses ante el Gobierno Británico, el Parlamento y otros organismos similares. Comprende la mayoría de las principales universidades del Reino Unido.
algunas personas se refieren a dicha asociación como la “Ivy League británica” por su peso dentro de el campo académico europeo y mundial,  además de sus estrictos filtros de aceptación de estudiantes y la exigencia de sus programas. 
El nombre se debe a que las primeras reuniones informales del grupo tuvieron lugar en el Hotel Russell en la plaza Russell Square de Londres.
En la actualidad las Universidades miembros del Russell Group son:
- Universidad de Birmingham
- Universidad de Bristol
- Universidad de Cambridge
- Universidad de Cardiff
- Universidad de Durham
- Universidad de Edimburgo
- Universidad de Exeter
- Universidad de Glasgow
- Imperial College London
- King's College London
- Queen Mary University of London
- Universidad de Leeds
- Universidad de Liverpool
- London School of Economics
- Universidad de Mánchester
- Universidad de Newcastle upon Tyne
- Universidad de Nottingham
- Universidad de Oxford
- Universidad Queen’s de Belfast
- Universidad de Sheffield
- Universidad de Southampton
- University College London
- Universidad de Warwick
- Universidad de York